# Dendrophilus tularensis
Dendrophilus tularensis är en skalbaggsart som beskrevs av Ross 1937. Dendrophilus tularensis ingår i släktet Dendrophilus och familjen stumpbaggar. Inga underarter finns listade i Catalogue of Life.